# Chlorops suturalis
Chlorops suturalis är en tvåvingeart som beskrevs av Seguy 1934. Chlorops suturalis ingår i släktet Chlorops och familjen fritflugor. Inga underarter finns listade i Catalogue of Life.